# Voie rapide R8 (Slovaquie)
La route slovaque R8 (en slovaque : Rýchlostná cesta R8) est une voie rapide qui devrait à terme relié Nitra à Région de la Haute Nitra en passant par Topoľčany.